# Neuer Friedrichshagener Dichterkreis
Der Neue Friedrichshagener Dichterkreis (laut Statuten hieß er wie sein Vorgänger Friedrichshagener Dichterkreis) war die scherzhafte Neugründung des Friedrichshagener Dichterkreises durch Johannes Bobrowski und Manfred Bieler im Jahr 1962. Sie bezogen sich dabei auch auf Bobrowskis Wohnort Berlin-Friedrichshagen und machten sich, als zunächst einzige Mitglieder, gleich zu Präsidenten, gemäß den Statuten des Friedrichshagener Dichterkreises § 1.

## Statuten und Mitglieder
Als besonders bedeutsam seien die Präambel und der § 8 der Statuten zitiert:
„Präambel: Der Friedrichshagener Dichterkreis steht auf dem Boden Friedrichshagens und sieht seine Aufgaben in der Beförderung der schönen Literatur und des schönen Trinkens.“
„§ 8: Das Zentralorgan des Friedrichshagener Dichterkreises ist die Leber. Besondere Mitteilungen erfolgen durch das Herz.“
Den Mitpräsidenten Manfred Bieler kannte Bobrowski seit 1959, als jener ihn mit Günter Bruno Fuchs besuchte. Bieler lebte bis 1964 ebenfalls in Friedrichshagen. „Ehrenmitglieder“ des Dichterkreises waren Günter Bruno Fuchs, Robert Wolfgang Schnell, Lothar Kusche und später Christa Reinig, „Korrespondierendes Mitglied“ war Klaus Wagenbach: Mit Fuchs war Bobrowski seit 1959 befreundet, und er porträtierte ihn später als Maler Philippi in Levins Mühle. Schnell kannte Bobrowski von seinen Besuchen in der Kreuzberger Hinterhofgalerie Zinke. Mit Kusche hatte er sich bei seinen Besuchen des Kabaretts Die Distel angefreundet. Den damaligen Fischer-Lektor Klaus Wagenbach lernte er bei der Betreuung des Manuskriptes von Levins Mühle kennen und schätzen. Er wurde nach der Gründung des eigenen Wagenbach-Verlags 1964 Bobrowskis Verleger.